# Bethlen Gábor utca
Bethlen Gábor utca est une rue de Budapest, située dans le quartier d'Erzsébetváros (7e arrondissement).